# Västra och Östra Hisings tingslag
Västra och Östra Hisings tingslag var mellan 1824 och 1887 ett tingslag i Göteborgs och Bohus län, från 1870 i Askims, Hisings och Sävedals domsaga. Tingsplatsen var i Bärby.
Tingslaget omfattade Västra Hisings härad och Östra Hisings härad. 
Tingslaget bildades 1824 ur det med Askims härad gemensamma tingslaget Askims och Östra Hisings tingslag samt Västra Hisings tingslag. Det uppgick 1888 i Askims, Hisings och Sävedals tingslag.